# Patrick Kpozo
Patrick Kpozo (Acra, 15 de julio de 1997) es un futbolista ghanés que juega en la demarcación de defensa para el FC Baník Ostrava de la Liga de Fútbol de la República Checa.

## Selección nacional
Hizo su debut con la selección de fútbol de Ghana el 18 de junio de 2023 en un partido de clasificación para la Copa Africana de Naciones de 2023 contra Madagascar que finalizó con un resultado de empate a cero.

## Clubes
| Club                    | País            | Año       | Partidos | Goles |
| ----------------------- | --------------- | --------- | -------- | ----- |
| International Allies FC | Ghana           | 2015      | 7        | 0     |
| AIK Fotboll             | Suecia          | 2015-2017 | 18       | 0     |
| Tromsø IL (cedido)      | Noruega         | 2017      | 3        | 0     |
| Östersunds FK           | Suecia          | 2017-2019 | 21       | 1     |
| IFK Luleå (cedido)      | Suecia          | 2020      | 28       | 6     |
| Östersunds FK           | Suecia          | 2021      | 30       | 2     |
| FC Sheriff Tiraspol     | Moldavia        | 2022-2023 | 41       | 0     |
| FC Baník Ostrava        | República Checa | 2023-     | 28       | 1     |